# Ninel Conde
Ninel Herrera Conde (n. 29 septembrie 1970, Toluca, Mexic) este o actriță, model și cântăreață mexicană. Ninel Conde a avut cel mai mare succes în telenovela "Rebelde"(2004).

## Biografie

### Începutul carierei
Ninel Conde a studiat la Centrul de Arte, la Teatro Emilia Carranza și la ateliere de lucru. Unele dintre proiectele pe care ea le-a făcut acolo include Bajo el Mismo Rostro(1995) și Luz Clarita(1996). Ninel Conde a lucrat de asemenea cu TELEVISA pe canal, TV Azteca și pe diverse alte proiecte, inclusiv: Catalina y Sebastian (1999) și Como en el cine(2001).

### Alte roluri de televiziune
În plus față de telenovele, Ninel a participat în mai multe spectacole de televiziune, cum ar fi Al Derecho y Al Derbez, Lo Que Callamos Las Mujeres, Gente con Chispa, El Gordo y La Flaca, și Sábado Gigante, printre altele. "Cele mai multe din aceste arată care sunt" vorbi ea. A participat pentru a promova muzica și cariera.
Deși cariera ca actriță a fost cea mai mare parte pe televizor, Ninel, de asemenea, a apărut în filmul Mujeres al FRENTE Espejo (română "Femeile Înainte de oglindă"), în care ea partajat de credite cu alte mari actrițe, cum ar fi Silvia Pasquel, Gabriela Goldsmith, și Isaura Espinoza, și a lucrat sub îndrumarea lui Sergio Jiménez, un veteran foarte considerate extrem de director.
Ea a participat la 7 mujeres, 1 homosexual y Carlos (2004) regia Rene Bueno și co-marcate cu steluță de către Mauricio Ochmann (de la Como en el cine). Ninel Conde-a declarat admiratia pentru Angélica Aragón, Maria Felix, Demi Moore și Meryl Streep.
Ea a lucrat de asemenea în telenovelă Rebelde, a fost un mare hit in Mexic, precum și în Statele Unite. Este atras de multe privitori în întreaga lume.

### Cariera de cântăreață
În 2003, Ninel a lansat primul ei album, intitulat Ninel Conde care conține o versiune nouă a Camilo Sesto și Angela Carrasco lovit cu cântecul "Callados", pe care a efectuat-o cu fostul ei prieten, Jose Manuel Figueroa. Acest album conține cântece de Joan Sebastian, tatăl, Jose Manuel Figueroa, precum și de melodii cu celebritati Fato, Roberto Livi, și Kiko Campos. Acest album a primit un Latin Grammy pentru Cel mai bun de numire, Norteño album, care a fost eliberat Alicia Villarreal cu albumul "Corazon Cuando El se Cruza".

## Participări recente
În 2004 ea a participat la cea de-a treia ediție care arăta realitatea Big Brother VIP-urilor și a fost votat după 43 de zile de la naștere. În luna octombrie a aceluiași an, ea a început să joace în telenovela "Rebelde" produsă de Pedro Damian. Cel mai remarcabil ei rol de până acum a fost acesta. Rolul ei ca Alma Rey din Rebelde (2004-2006) a extins-o cariera de la Chile, în România, Africa, Australia și, țările în care era limba spaniolă a fost difuzate.
În 2005 Ninel apare pe postul american "Dramedy", seria Ugly Betty unde a jucat ca actrita pe un "Faux", care este vazut de personajul principal al familiei.

## Viață personală
Ninel de asemenea, are o fiica pe nume Sofia dintr-o căsătorie precedentă. S-a despartit de Jose Manuel Figueroa Ninel, care aproape a fost ucis în timpul unei aeronave de zbor. La plecare Costa Rica, aeronava a fost anulată și a căzut într-un lac. Din fericire, oamenii de la bord au fost salvați. Ea s-a căsătorit Juan Cepeda om de afaceri într-o ceremonie în portul de Acapulco, Mexic pe 9 decembrie 2007. Oamenii care se ocupă cu revista ei au raportat că mama ei a murit de cancer la 10 aprilie 2008.

## Premii
Premiul a fost eliberat de Sol de Oro (Premiul de aur) pentru telenovela Catalina y Sebastián pentru cea mai bună actriță nouă. Ea a primit, de asemenea, la Palmas De Oro (Palmieri de aur) pentru activitatea sa în Mujeres FRENTE Espejo Al.

## Discografie
Ninel Conde (2003) 
Y ganó el amor (2004) 
La Rebelde (2005) 
Bombón Asesino (2006) 
TBA (2008-2009)
1. ↑  Ninel Conde, Česko-Slovenská filmová databáze